# Rue Dulac
La rue Dulac est une voie du 15e arrondissement de Paris, en France.

## Situation et accès
La rue Dulac est une voie publique située dans le 15e arrondissement de Paris. Elle débute au 157, rue de Vaugirard et se termine au 24, rue Falguière.

## Origine du nom
La rue Dulac tire son nom de celui d'un ancien propriétaire.

## Historique
Cette voie de l’ancienne commune de Vaugirard est ouverte à partir de 1847 et rattachée à la voirie de Paris en 1863 sous le nom de « passage Dulac ». Elle prend le nom de « rue Dulac » en 1909.

## Bâtiments remarquables et lieux de mémoire
Alors passage Dulac
- no 7 : Paul Frankeur (1905-1974) y est né[1]
- no 18 : atelier du peintre Savinien Petit (1815-1878)[2].